# Elementele perioadei 2
Un element al perioadei 2 este un element chimic aflat în rândul secund al tabelului periodic. Tabelul este reprezentat în rânduri, pentru a ilustra repetarea comportamentului chimic al elementelor, pe măsură ce numărul lor atomic crește; un nou rând este început atunci când comportamentul chimic începe să se repete, creând grupe de elemente cu proprietăți similare. 
Perioada 2 conține elementele litiu, beriliu, bor, carbon, azot, oxigen, fluor și neon. În descrierea structurii atomice din perspectiva mecanicii cuantice, această perioadă coincide cu completarea stratului 2 de electroni, în mod concret al straturilor blocului 2s și 2p. Elementele perioadei (carbon, azot, oxigen, fluor și neon) urmează regula octetului, având nevoie de 8 electroni pentru a-și completa stratul de valență (litiul și beriliul urmează regula dubletului, borul este deficitar electronic): doi în orbitalul 2s și sase în stratul 2p.